# Tin Cup
Pour plus de détails, voir Fiche technique et Distribution.
Tin Cup ou Le Pro au Québec, est un film américain de Ron Shelton sorti en 1996.

## Synopsis
L'histoire d'un professeur de golf, très doué et très obstiné, face à son rival.

## Fiche technique
- Titre : Tin Cup
- Titre québécois : Le Pro
- Réalisation : Ron Shelton
- Scénario : Ron Shelton et John Norville
- Producteur : Gary Foster
- Distribution : Warner Bros. Entertainment
- Photo : Russell Boyd
- Budget : 45 000 000 $
- Pays d'origine :  États-Unis
- Langue : anglais
- Genre : Comédie
- Dates de sortie :
  - États-Unis : 16 août 1996
  - France : 11 septembre 1996

## Distribution
- Kevin Costner (VF : Bernard Lanneau ; VQ : Marc Bellier) : Roy 'Tin Cup' McAvoy
- Don Johnson (VF : François Dunoyer ; VQ : Benoit Rousseau) : David Simms
- Rene Russo (VF : Véronique Augereau ; VQ : Hélène Mondoux) : Dr Molly Griswold
- Linda Hart (VF : Christine Delaroche ; VQ : Sophie Faucher) : Doreen
- Cheech Marin (VF : Jean-Paul Tribout ; VQ : André Montmorency) : Romeo Posar
- Dennis Burkley (VQ : Yves Massicotte) : Earl
- Rex Linn (VQ : Jacques Brouillet) : Dowey
- Lou Myers (VQ : Éric Gaudry) : Clint

## Récompense
- Nomination aux Golden Globes de 1997 pour Kevin Costner dans la catégorie Meilleur acteur dans un film musical ou une comédie.